# Choe Thae-bok
Choe Thae-bok (* 1. Dezember 1930 in Namp’o, Provinz P’yŏngan-namdo; † 20. Januar 2024) war ein nordkoreanischer Chemiker, Hochschullehrer und Politiker der Partei der Arbeit Koreas (PdAK), der sowohl Sekretär des Zentralkomitees (ZK) der PdAK als auch Vorsitzender der Obersten Volksversammlung war.

## Leben
Nach dem Besuch der Schule in Mangyŏngdae absolvierte er zunächst sein Studium an der Kim-Il-sung-Universität sowie anschließend an der Fakultät für Ingenieurwissenschaften der Karl-Marx-Universität Leipzig, das er 1952 abschloss. Ein weiteres Studium an der Lomonossow-Universität in Moskau beendete er 1954 und war danach als Lehrer tätig, ehe er 1959 Instrukteur der ZK-Abteilung für Bildung wurde.
1961 übernahm Choe Thae-bok eine Professur an der Hochschule für Chemieingenieurwesen in Hamhŭng und wurde 1965 zugleich Direktor der dortigen Zweigstelle des Forschungsinstituts der Nationalen Akademie der Wissenschaften sowie 1968 Dekan der Hochschule für Chemieingenieurwesen.
Nachdem er 1972 Leiter einer Sektion in der ZK-Abteilung für Bildung wurde, erfolgte 1976 seine Ernennung zum stellvertretenden Leiter dieser Abteilung, ehe er 1978 Präsident der Technischen Universität Kim Ch’aek wurde.
1980 übernahm er zunächst das Amt des Vorsitzenden der Bildungskommission beim Ministerrat Nordkoreas und dann 1981 des Ministers für Hochschulbildung. Zugleich wurde er Vorsitzender der Koreanisch-Bulgarischen Freundschaftsgesellschaft. In der siebten Legislaturperiode erfolgte 1982 erstmals seine Wahl zum Deputierten der Obersten Volksversammlung, der er seither angehörte. Des Weiteren wurde er auf dem 9. Plenum des 6. ZK 1984 zum Kandidaten des ZK der PdAK gewählt, ehe er 1986 zum Mitglied des ZK gewählt wurde und diesem seitdem angehörte.
Zugleich wurde Choe Thae-bok auf dem 12. Plenum des 6. ZK am 27. Dezember 1986 ZK-Sekretär für Bildung, Wissenschaft, kulturellen sowie technischen Austausch und auf dem 18. Plenum des 6. ZK am 23. Mai 1990 Kandidat des Politbüros des ZK. Ferner wurde er 1992 Leiter der ZK-Abteilung für wissenschaftliche Bildung und 1993 Vorsitzender des Solidaritätskomitees mit der Weltbevölkerung. Als solcher übernahm er zwischen 1993 und 1994 auch teilweise Aufgaben von Kim Jong-sun, der zu dieser Zeit ZK-Sekretär für Internationale Angelegenheiten war. Zu dieser Zeit gehörte er bereits zur obersten Parteiführung und gehörte 1994 zum Beisetzungskomitee für Kim Il-sung, wobei er in diesem den 15. Rang einnahm.
Seit der zehnten Legislaturperiode im September 1998 bis April 2019 war Choe Thae-bok Vorsitzender der Obersten Volksversammlung. In dieser Funktion setzte er sich auch für eine Verbesserung der Wissenschaft und Technologie des Landes ein.
Zuletzt wurde er auf der dritten Parteikonferenz am 28. September 2010 zum Mitglied des Politbüros gewählt und war dann auch ZK-Sekretär für Internationale Angelegenheiten.
Er starb am 20. Januar 2024 im Alter von 93 Jahren. Am Abend des 21. Januar erschien Kim Jong-un zu einem Kondolenzbesuch an der Totenbahre von Choe Thae-bok. Dabei wurde ein Kranz im Namen des „Obersten Führers“ vor der Bahre abgelegt.